# Scotinella fratrella
Scotinella fratrella är en spindelart som först beskrevs av Willis J. Gertsch 1935.  Scotinella fratrella ingår i släktet Scotinella och familjen flinkspindlar. Inga underarter finns listade i Catalogue of Life.